# 新井勉 (外交官)
新井 勉（あらい つとむ、1950年 - ）は、日本の外交官。2011年（平成23年）9月1日からカメルーン駐箚特命全権大使。

## 経歴・人物
- 東京都出身。フランスグルノーブル大学文学部、横浜市立大学文理学部で学ぶ[1] 。
- 1978年（昭和53年）横浜市立大学文理学部[2]を卒業して、外務省に入省する。
- 1979年（昭和54年）英語研修(イギリスサセックス大学)
- 1981年（昭和56年）8月 イギリスサセックス大学国際関係修士課程修了
- 国連局、在象牙海岸大使館などに勤務。
- 1992年（平成4年）10月 ジュネーブ軍縮会議日本政府代表部一等書記官
- 1996年（平成8年）7月 在オランダ大使館一等書記官
- 2000年（平成12年）3月 アジア局地域政策課企画官兼外務審議官室
- 2000年（平成12年）12月 日本国際問題研究所主任研究員（九州大学客員教授）
- 2002年（平成14年）10月 総合外交政策局不拡散室長
- 2004年（平成16年）8月 国際法局国際法課法律顧問官
- 2007年（平成19年）2月 在カメルーン大使館公使参事官
- 2008年（平成20年）9月 総合外交政策局軍縮不拡散・科学部国際原子力協力室長[3]
- 2011年（平成23年）9月1日 カメルーン駐箚特命全権大使[4]兼チャド及び中央アフリカ共和国駐箚特命全権大使
- 2015年（平成27年）6月1日 旧ソ連非核化協力技術事務局事務局長[5]。
- 2025年（令和7年）4月29日 瑞宝中綬章受章[6]

## 同期
- 宮家邦彦（キヤノングローバル戦略研究所研究主幹、立命館大学客員教授）
- 小井沼紀芳（13年駐ザンビア大使）
- 大嶋英一（12年駐フィジー大使）
- 辻優（13年駐オランダ大使・12年駐クロアチア大使）
- 水上正史（12年駐アルゼンチン大使・10年外務省中南米局長）
- 菅沼健一（12年駐ブルネイ大使・09年駐ジュネーブ日本政府代表部大使）
- 猪俣弘司（13年駐パキスタン大使・10年駐サンフランシスコ総領事）
- 貝谷俊男（13年駐グルジア大使）
- 二石昌人（13年駐ブルキナファソ大使）
- 篠原守（13年駐コスタリカ大使）
- 岡田憲治（13年駐ホンジュラス大使）
- 松富重夫（14年駐イスラエル大使・12年外務省国際情報統括官・10年外務省中東アフリカ局長）
- 梅田邦夫（14年駐ブラジル大使）
- 草賀純男（13年ニューヨーク総領事）
- 軽部洋（16年駐コンゴ民主共和国大使）
- 小川和也（18年駐アルジェリア大使）